# Poarta Eroilor
Poarta Eroilor, numită și Poarta Eroilor Argeșeni  este un monument aflat în municipiul Pitești, strada Trivale, la intrarea în fosta garnizoană a Regimentului 4 Dorobanți. Coordonate: 44°51'27"N   24°51'38"E.

## Istorie
Dezvelit la 28 septembrie 1926, monumentul a fost construit sub forma unei porți tradiționale românești, fiind lucrat din zidărie pe fundații și soclu din piatră și acoperit cu țiglă. Deasupra bolții cu amplă deschidere, spre stradă, stă scris cu majuscule arhaice proeminente „POARTA EROILOR”, iar pe arcada din interior o explicație succintă „Pentru țară, pentru glorie Și drapel”. Pe stâlpi sunt înscrise denumirile localităților unde s-au desfășurat operațiunile militare în anii 1916-1917 și numele a sute de militari căzuți la datorie în campaniile din 1877-1878 și 1916-1918. Având statura impunătoare a unui arc de triumf, poarta se vrea a fi un omagiu celor peste 1.100 de eroi argeșeni căzuți pentru înfăptuirea unității naționale. Poarta Eroilor Argeșeni a fost restaurată în anul 1971.